# مهمان، چه زمانی شما خواهید رفت؟
مهمان، چه زمانی شما خواهید رفت؟ (به هندی: Atithi Tum Kab Jaoge?) فیلمی محصول سال ۲۰۱۰ و به کارگردانی آشونی دهیر است. در این فیلم بازیگرانی همچون اجی دیوگن، کونکونا سن شارما،رودرانیل گاش، پارش راوال، ساتیش کایشیک، آکیلندرا میشرا، ماکش تیواری ایفای نقش کرده‌اند.